# Albatroz-das-chatham
O albatroz-das-chatham (Thalassarche eremita) é um albatroz de tamanho médio e plumagem branca e negra que apenas procria em The Pyramid (a pirâmide), um grande rochedo nas Ilhas Chatham, na Nova Zelândia. É por vezes considerada como subespécie do albatroz-arisco, T. cauta.
O ilhéu onde esta ave se reproduz tem sofrido um declínio significativo nas suas condições de habitat, pelo que a espécie tem sido listada na Lista Vermelha da IUCN como estando vulnerável. sua população em 11 000 aves.